# Barbershop (film)
Barbershop är en amerikansk film från 2002 som utspelar sig i en frisersalong i Chicago. Calvin (spelas av rapparen Ice Cube) ärver en frisersalong efter sin far. Att äga en frisersalong har aldrig varit en dröm för honom, men när han säljer salongen trots protester från stamkunder, inser han vad frisersalongen egentligen hade för roll i hans och många andras liv. Rapparen Eve spelar också med i filmen.